# Trại rắn Đồng Tâm
Trại rắn Đồng Tâm, hay còn có tên khác là Trung tâm Nuôi trồng Nghiên cứu Chế biến Dược liệu Cục hậu cần Quân khu 9, nằm tại xã Kim Sơn, tỉnh Đồng Tháp, cách thành phố Mỹ Tho cũ 9 km về phía Tây. Tại đây, có hơn 400 loài rắn độc đã được nuôi dưỡng và khai thác với rất nhiều cá thể. Từ lâu, rắn ở đây nuôi để lấy nọc để phục vụ nhu cầu điều trị trong nước và xuất khẩu với hơn 50 loài rắn độc khác nhau, chế biến thuốc y học dân tộc, cấp cứu và điều trị rắn độc cắn cho cán bộ nhân dân trong vùng. Ngoài ra, nơi đây đã trở thành một địa điểm tham quan đối với du khách trong nước và quốc tế, với hơn 200.000 lượt du khách đến tham quan.

## Hình thành
Trại rắn Đồng Tâm được hình thành vào năm 1977 trên khu căn cứ quân sự đầy mìn và dây kẽm gai do Mỹ để lại, theo sáng kiến của đại tá Trần Văn Dược. Ban đầu, trại rắn chỉ có 3 con rắn hổ đất và 5 người cán bộ từ Cần Thơ đến xã Bình Đức, để đóng lồng nuôi rắn, lấy tên là Xí nghiệp 408. Năm 1988, Xí nghiệp 408 chuyển thành Trung tâm Nuôi trồng, nghiên cứu, chế biến dược liệu Quân khu. Ngoài nuôi rắn, tại đây còn trồng hơn 60 cây thuốc Nam, góp phần đưa phong trào thuốc Nam phát triển mạnh mẽ ở các đơn vị quân đội và các tỉnh lân cận.
Năm 2005, Bộ Quốc phòng đầu tư hơn 10 tỷ đồng xây dựng khoa cấp cứu, nhà xưởng, trang thiết bị hiện đại để điều trị nội trú cho bệnh nhân bị rắn độc cắn.
Cho đến năm 2016, Trại rắn Đồng Tâm đã mở thêm một cơ sở tại Phú Quốc, và đón tiếp rất nhiều lượt khách khi du lịch tại Phú Quốc, điều trị rắn cắn cho bộ đội và người dân tại Phú Quốc.

## Du lịch
Trại rắn Đồng Tâm có diện tích lên đến 12ha, trong đó bao gồm nhiều dịch vụ, như du lịch sinh thái, tham quan rắn, bảo tàng rắn, nhà truyền thống, ẩm thực, hoa cây cảnh, vườn thuốc Nam,... Tại đây, du khách có thể quan sát đời sống của hơn 40 loài rắn, các loài thú và một số tiêu bản của các loại rắn, trong đó có hơn 200 con rắn hổ mang chúa.
Trung bình mỗi năm, trung tâm đón hơn 200.000 lượt du khách đến tham quan, trong đó có hơn hàng chục ngàn du khách quốc tế.
Ông Nguyễn Tấn Phong, phó giám đốc Sở văn hóa Tiền Giang đã từng nói rằng :"Trại rắn Đồng Tâm là điểm nhấn du lịch Tiền Giang. Đây là một trong những điểm du lịch thu hút khách đông nhất của Tiền Giang, chỉ sau cồn Thới Sơn…” Tại đây, còn có một số quà lưu niệm, như rượu rắn, mỹ phẩm và một số thuốc đông dược bào chế từ nọc độc của rắn và các lá cây.

## Điều trị
Hằng năm, Trại rắn Đồng Tâm tiếp nhận khoảng từ 1200 cho đến 1500 bệnh nhân bị rắn độc cắn, có năm số người bị rắn cắn lên đến 1.800 ca. Riêng vào mùa mưa, trung tâm tiếp nhận khoảng từ 600 - 700 ca bị rắn cắn, được đưa đến cơ sở kịp thời, và điều trị bằng thuốc huyết thanh kháng nọc rắn, nên không có trường hợp bệnh nhân tử vong.

## Khen thưởng
Năm 1989, Trại rắn Đồng Tâm được xếp hạng Đơn vị Anh hùng Lao động. Ngoài ra, còn có một người được danh hiệu Anh hùng Lao động, 2 người được tặng danh hiệu Thầy thuốc nhân dân, 2 người được tặng danh hiệu Thầy thuốc ưu tú, và được tặng Huân chương Chiến công hạng Nhì.
Ngoài ra, trại rắn Đồng Tâm được sách Kỷ lục sách Việt Nam công nhận là Bảo tàng rắn đầu tiên tại Việt Nam vào năm 2004.

## Lãnh đạo qua các thời kỳ

### Giám đốc
| Họ tên           | Nhiệm kỳ | Nhiệm kỳ | Quân hàm  | Danh hiệu           | Chức vụ cuối cùng           | Nguồn         |
| Họ tên           | Bắt đầu  | Kết thúc | Quân hàm  | Danh hiệu           | Chức vụ cuối cùng           | Nguồn         |
| ---------------- | -------- | -------- | --------- | ------------------- | --------------------------- | ------------- |
| Trần Văn Dược    | 1977     | 1989     | Đại tá    | Thầy thuốc Nhân dân | Phó phòng Quân y Quân khu 9 | [ 16 ]        |
| Lý Văn Kiên      | 1989     |          |           |                     |                             |               |
| Nguyễn Danh Sinh |          | 2009     | Đại tá    |                     |                             | [ 17 ] [ 18 ] |
| Trần Thị Hà      | 2009     | 2014     | Đại tá    |                     |                             | [ 19 ]        |
| Phan Văn Phát    | 2014     |          | Thượng tá |                     |                             | [ 20 ] [ 21 ] |
| Nguyễn Ngọc Mai  |          | nay      | Thượng tá |                     |                             |               |

### Phó giám đốc
- Nguyễn Quang Khải.[22]
- Trần Văn Hoàng.[23]
- Phan Văn Phát, Thượng tá, nguyên Trưởng khoa Cấp cứu và Điều trị rắn cắn, sau trở thành Giám đốc.[24]
- Vũ Ngọc Lương, Thượng tá, bác sĩ chuyên khoa I.[25][26]
- Nguyễn Duy Hưng, Trung tá.